# أوكوبة صفصافية الأوراق
أوكوبة صفصافية الأوراق (الاسم العلمي:Aucuba salicifolia) هي نوع غير مؤكد من النباتات يتبع جنس الأوكوبة من فصيلة شرابات الحرير.